# 浅草ジンタ

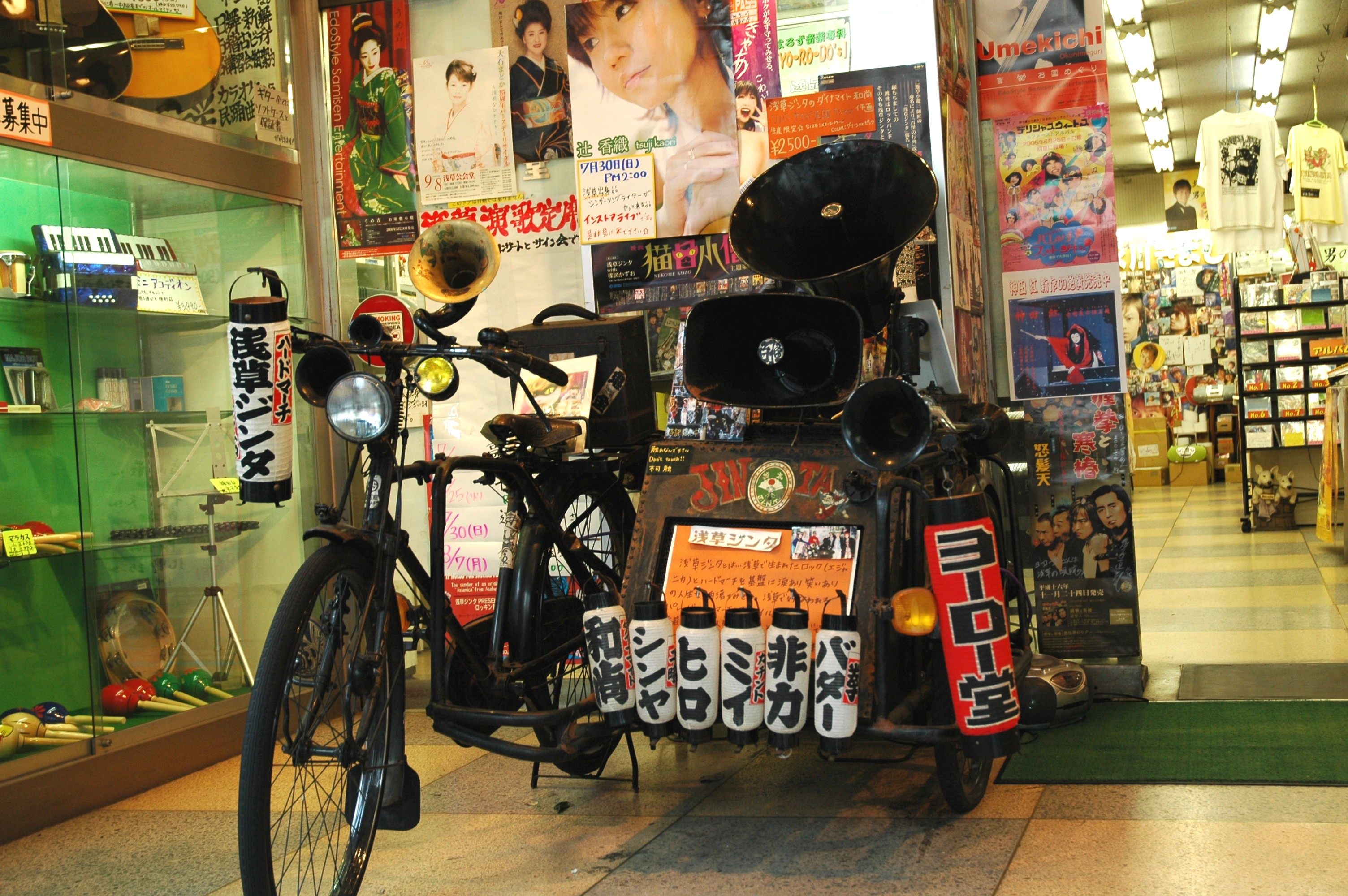
浅草ジンタのマーチングバンド演奏用アンプ付きサイドカー自転車（浅草の老舗レコード店「音のヨーロー堂」店頭に2023年まで展示されていた）

浅草ジンタ（あさくさジンタ）は、日本のロックバンドである。

## 概要
民族遺伝子を音にジャンルの枠を超えて、大胆に新時代のロックとして昇華させたロックバンドである。その音楽を自ら「エジャニカ」と称し、浅草を拠点に世界へとグローバルな活動を行っている。ロックバンドとしての演奏の他、浅草の路上ではアンプ内蔵のレトロなサイドカー付き自転車でのマーチングバンド演奏も行っている。
かつては「百怪ノ行列」の名で活動していたが、2004年1月、三遊亭小遊三の命名によりバンド名が「浅草ジンタ」となると同時に、前代未聞の落語芸術協会客員ロックバンドとなり、伝統文化に音で貢献。
2007年は海外初凱旋ツアーを敢行。SXSW Japan Nite Tourで、ニューヨークをはじめアメリカ8都市10公演。ヨーロッパにおいては、はストックホルムカルチャーフェスティバルを始めフィンランド、オランダで公演。
2008年4月「地獄の五連発リリース」をスタート。5ヶ月連続新作マキシシングルを発表。8月ヨーロッパで最大級のロックフェスティル“LOWLANDS”に出演。MGMT,The Ting Tings等と同ステージの4500人収容INDIAテントを満員に。
2009年3月に二度目のUSツアー。テキサス、ニューヨークにてSXSW Japan Nite Tour、BrooklynのSouthpawで単独ライヴ。ツアー中3rdアルバム『刹那』をリリース、帰国後に"keep on the hard marching tour"と称し国内ツアーを実施。6月14日＠渋谷club asia で満員御礼のツアーファイナルを迎える。7月には国内大型フェス初参加となるFUJI ROCK FESTIVAL '09に出演。 同年10月、UKツアーを敢行。 ロンドン、マンチェスター、バーミンガム、グラスゴーで計8公演を行い、地元オーディエンスから熱狂的なリアクションを得る。その後、この模様を収めたドキュメントDVD『fish＆chips』をリリース。
2011年7月、アルバム『闇夜でダンス』を発売し、フジロックフェスティバル出演を果たすなど、着実にローカルグローバルな活動をビルドアップしている。
2012年11月、ニューアルバム『NIP POP』を発売。
　

## メンバー
- 和尚 / Oshow：ボーカル、ウッドベース、2児の父
- シンヤ / Shinya：ギター、バンジョー
- エージー / AG : ドラム *サポート
- Youki Yano：テナーサックス *サポート
- TOHO：チューバ、ユーフォニアム *サポート
- チャンケン： トランペット *サポート

元メンバー
- ミーカチント / ソプラノサックス
- B-ケン / B-Ken：ユーフォニウム、チューバ
- ヨッツ / Yottsu：ドラム
- シーサー / Seasir：トランペット
- シンゴ / Shingo：テナーサックス
- リョウスケ / Ryosuke：トランペット

## 音源
| 発売日         | タイトル                                                                           | 規格品番   | 収録曲 | 備考                                                                      |
| -------------- | ---------------------------------------------------------------------------------- | ---------- | --- | ------------------------------------------------------------------------- |
| 2001年4月25日  | 今日は凶です恐怖です                                                               | TECN-26709 | 1. 百怪ノ夜行 2. 怪談マーチ 3. 零九式妖改造車 4. 命・楽し・短し・アリガタシ 5. バカラック 6. 吠エ月ルノ下(月ニ吠エテシマウ) 7. 最凶デスカ!? 8. 赤いハンカチ 9. 歌舞伎町の少年探偵団 10. ジャンジャカン 11. 愛散惨 12. 気迷ヒ行進曲 13. ウワッ!5963 14. イン・ザ・ムード 15. 愛散惨(カラオケ) 16. 零九式妖改造車(ファースト・ミックス)(未発表テイク)(ボーナス・トラック) 17. 愛散惨(セカンド・ミックス)(未発表テイク)(ボーナス・トラック) 18. イン・ザ・ムード(NO.2)(未発表テイク)(ボーナス・トラック) 19. おぼろ月にのぼりて(未発表デモテープ)(ボーナス・トラック) 20. 乾いてねむれ(未発表デモテープ)(ボーナス・トラック) 21. 黒頭巾(未発表デモテープ)(ボーナス・トラック) | 百怪ノ行列名義                                                            |
| 2013年5月22日  | 今日は凶です恐怖です                                                               | TECH-25340 | 1. 百怪ノ夜行 2. 怪談マーチ 3. 零九式妖改造車 4. 命・楽し・短し・アリガタシ 5. バカラック 6. 吠エ月ルノ下(月ニ吠エテシマウ) 7. 最凶デスカ!? 8. 赤いハンカチ 9. 歌舞伎町の少年探偵団 10. ジャンジャカン 11. 愛散惨 12. 気迷ヒ行進曲 13. ウワッ!5963 14. イン・ザ・ムード 15. 愛散惨(カラオケ) 16. 零九式妖改造車(ファースト・ミックス)(未発表テイク)(ボーナス・トラック) 17. 愛散惨(セカンド・ミックス)(未発表テイク)(ボーナス・トラック) 18. イン・ザ・ムード(NO.2)(未発表テイク)(ボーナス・トラック) 19. おぼろ月にのぼりて(未発表デモテープ)(ボーナス・トラック) 20. 乾いてねむれ(未発表デモテープ)(ボーナス・トラック) 21. 黒頭巾(未発表デモテープ)(ボーナス・トラック) | 百怪ノ行列名義                                                            |
| 2002年2月21日  | 浅草キケン野郎                                                                     | GLCG-20002 | 1. 序章・命・楽シ・短シ・アリガタシ～神宮外苑前のアコーヂオン弾き～ 2. 命・楽シ・短シ・アリガタシ～代々木編～ 3. 夕雲ぬけて～ハリケーンNo.15・其の一～ 4. 浅草キケン野郎～泣くな!恋の玉鉄砲～ 5. 銀座の恋の物語(唄と演奏:オショウと浅草海猫団+港町三人娘) 6. ジャンジャカン～第二章・一生編～ 7. 桜橋～テイクII・ロングバージョン～ 8. ウヮ!5963～霧隠御好み編～ 9. 未定(マッハ・マーチによるハワイアンソングの浅草発零式マーチ化計画) 10. 命・楽シ・短シ・アリガタシ～代々木編～(オリジナル・カラオケ) 11. 桜橋(オリジナル・カラオケ) | 百怪ノ行列名義                                                            |
| 2013年5月22日  | 浅草キケン野郎                                                                     | TECH-25341 | 1. 序章・命・楽シ・短シ・アリガタシ～神宮外苑前のアコーヂオン弾き～ 2. 命・楽シ・短シ・アリガタシ～代々木編～ 3. 夕雲ぬけて～ハリケーンNo.15・其の一～ 4. 浅草キケン野郎～泣くな!恋の玉鉄砲～ 5. 銀座の恋の物語(唄と演奏:オショウと浅草海猫団+港町三人娘) 6. ジャンジャカン～第二章・一生編～ 7. 桜橋～テイクII・ロングバージョン～ 8. ウヮ!5963～霧隠御好み編～ 9. 未定(マッハ・マーチによるハワイアンソングの浅草発零式マーチ化計画) 10. 命・楽シ・短シ・アリガタシ～代々木編～(オリジナル・カラオケ) 11. 桜橋(オリジナル・カラオケ) | 百怪ノ行列名義                                                            |
| 2003年3月21日  | ここは浅草、恋の番外地                                                             | GLCG-20005 | 1. 浅草寺参拝 2. 恋の番外地 3. 口上爆進曲 4. 浅草デイトでふられ節 5. しょうがねえなあ 6. ダイナマイト・マーチ～ダイナマイト・ロック～ 7. ヒロ子の流星ロンド 8. 恋する地球に朝がきた 9. 儚路 10. グッドイブニング 浅草 11. ミイのパッパラパー 12. 恋の番外地(カラオケ) 13. 浅草デイトでふられ節(ファースト・ミックス)(ボーナス・トラック) 14. ヒロ子の流星ロンド(オリジナル・ミックス)(ボーナス・トラック) 15. 百怪のライヴテーマ(ボーナス・トラック) 16. 明日はどっちだ渡り鳥(ボーナス・トラック) 17. 口上組曲(ボーナス・トラック) 18. 浅草デイトでふられ節(ボーナス・トラック) 19. エヴリー バディー 富士山バーン(ボーナス・トラック) 20. 恋する地球に朝がきた(ボーナス・トラック) | 百怪ノ行列名義                                                            |
| 2013年5月22日  | ここは浅草、恋の番外地                                                             | TECH-25342 | 1. 浅草寺参拝 2. 恋の番外地 3. 口上爆進曲 4. 浅草デイトでふられ節 5. しょうがねえなあ 6. ダイナマイト・マーチ～ダイナマイト・ロック～ 7. ヒロ子の流星ロンド 8. 恋する地球に朝がきた 9. 儚路 10. グッドイブニング 浅草 11. ミイのパッパラパー 12. 恋の番外地(カラオケ) 13. 浅草デイトでふられ節(ファースト・ミックス)(ボーナス・トラック) 14. ヒロ子の流星ロンド(オリジナル・ミックス)(ボーナス・トラック) 15. 百怪のライヴテーマ(ボーナス・トラック) 16. 明日はどっちだ渡り鳥(ボーナス・トラック) 17. 口上組曲(ボーナス・トラック) 18. 浅草デイトでふられ節(ボーナス・トラック) 19. エヴリー バディー 富士山バーン(ボーナス・トラック) 20. 恋する地球に朝がきた(ボーナス・トラック) | 百怪ノ行列名義                                                            |
| 2005年1月26日  | 浅草ロック                                                                         | GLCG-25011 | 1. 夕凪ワルツ 2. 江戸夜夢想-新参者- 3. 口上タンカタンカ 4. 二人は同じ空の下 5. 浅草ロックII 6. 日本全国エジャニカドンドン! 7. エンコ節 8. お賽銭ロック 9. 江戸夜夢想-紅の夢- 10. 明日はどっちだ渡り鳥 11. グッバイ涙の半笑い(「絵が動く!こんな○○は××だ!」/鉄拳 エンディングテーマ) 12. ユー ビロング トゥ ミー 13. ラブ ミイ ウシシ 14. 路地裏恋想曲 |                                                                           |
| 2005年8月24日  | 浅草音頭                                                                           | TECH-12058 | 1. 浅草音頭(つくばエクスプレス開通記念) 2. 浅草ロックII 3. 明日はどっちだ渡り鳥 4. 浅草音頭＜カラオケ※コーラス入＞ | メジャーデビュー作品                                                      |
| 2005年12月28日 | 芸協音づくし                                                                       | TECH-20092 | 1. 祝! (社)落語芸術協会創立75周年記念対談 2. 万里春秋華灯～芸協ロマン～(マーチング) 3. マスコットキャラクター『バク助』のテーマソング対談 4. 明るくいい夢みよう～バク助のテーマ～ 5. 大漁節～桂歌丸の出囃子～(マーチング・バージョン) 6. エンコ節 7. ボタンとリボン 8. ユー ビロング トゥ ミー 9. 金毘羅船々～桂米丸の出囃子～(マーチング・バージョン) 10. 芸協賛歌～親父の小言～ 11. 大漁節(バンド・バージョン) 12. ボタンとリボン(バンド・バージョン) 13. 金毘羅船々(バンド・バージョン) 14. 明るくいい夢みよう～バク助のテーマ～(オリジナル・コーラス入りカラオケ) 15. 明るくいい夢みよう～バク助のテーマ～(オリジナル・カラオケ) 16. 芸協賛歌～親父の小言～(オリジナル・カラオケ) 17. 芸協賛歌～親父の小言～(脳内活性化バージョン) | 「浅草ジンタ×落語芸術協会」名義                                           |
| 2006年5月24日  | あしゅらの道の真ん中で/猫目小僧                                                    | TECH-12118 | 1. あしゅらの道のまん中で 2. 猫目小僧 3. あしゅらの道のまん中で(映画バージョン) 4. 猫目小僧(映画バージョン) 5. あしゅらの道のまん中で(オリジナル・カラオケ) 6. 猫目小僧(オリジナル・カラオケ) | 「浅草ジンタ with 楳図かずお」名義 アートポート配給映画「猫目小僧」主題歌 |
| 2007年1月20日  | ゼロの空〜Sky "Zero"                                                               | BDAD-0017  | 1. ゼロの空-序曲- 2. ゼロの空 3. ノルソル 4. 河街 5. 極楽ロック 6. カラスのダンス 7. 涙幾千降って咲く 8. 美しき天然 9. 東京イーストエンドロッカーズ 10. ビバ ブンブン 11. まっすぐに |                                                                           |
| 2007年12月8日  | FES!FES!FES!                                                                       | AJNT-0001  | 1. Fes!Fes!Festival! 2. 六区音 The Rock 3. Dead drunkar－六区音The Rock 4. 落陽 5. Fes!Fes!Festival!－marching |                                                                           |
| 2008年4月29日  | ～地獄の5連発リリース～Vol.1/5 「天辺」                                            | AJNT-0002  | 1. ゼロの空II 2. 天辺 3. 声涙倶に下る 4. 順風夜曲～Marching～ | 200枚限定販売                                                             |
| 2008年5月24日  | ～地獄の5連発リリース～Vol.2/5 「ギラギラダンス」                                  | AJNT-0003  | 1. Introduction ～Gira Gira Dance～ 2. ギラギラダンス 3. 六羽ゲロッパ旅地獄 4. カラスのダンス（New Ver.） 5. ＃028 ～Marching～ | 200枚限定販売                                                             |
| 2008年6月28日  | ～地獄の5連発リリース～Vol.3/5 「グランドキャバレット」                            | AJNT-0004  | 1. グランドキャバレット 2. 夏の空(映画「ゆめまち観音」エンディング曲) 3. 白妙の旗 | 200枚限定販売                                                             |
| 2008年7月26日  | ～地獄の5連発リリース～Vol.4/5 「東京砂漠で地団駄」                                | AJNT-0005  | 1. 東京砂漠で地団駄 2. 我慢出来ないのさ 3. ピストン野郎 | 200枚限定販売                                                             |
| 2008年8月23日  | ～地獄の5連発リリース～Vol.5/5 「運命」                                            | AJNT-0006  | 1. 江戸夜夢想III 2. 運命 3. ラララ | 200枚限定販売                                                             |
| 2009年10月     | 君がこの街にやってきて－Acoustic Version－                                         |            | 1. 君がこの街にやってきて－Acoustic Version－ | 配信限定                                                                  |
| 2010年2月6日   | UK TOUR ‘FISH&CHIPS’ DVD+BOOK                                                      | AJNT-0008  | |                                                                           |
| 2009年3月25日  | 刹那                                                                               | XBCW-6002  | 1. 刹那－introduction－ 2. 刹那 3. 東京砂漠で地団駄 4. 天辺－mix for europe－ 5. 落陽－arrange for europe－ 6. スター 7. 声涙倶に下る 8. ピストン野郎 9. 江戸夜夢想III 10. 運命 11. グランドキャバレット 12. 順風夜曲－short edit－ 13. カラスのダンス－new ver.－ |                                                                           |
| 2011年7月7日   | 闇夜でダンス / MOONLESS NIGHT                                                      | KCCD-442   | 1. 雷鳴之ジンタ 2. ウカレロ 3. 和ヲ 4. 一二三 5. 仁義 6. 6:08 7. 流星之行進曲 8. 日日 9. La La La |                                                                           |
| 2012年11月14日 | NIP POP                                                                            | KCCD-504   | 1. 宮さん宮さん / Miya-san Miya-san 2. 星影のワルツ / Hoshikage no Waltz 3. 蒲田行進曲 / Song of the Vagabonds 4. リンゴ追分 / Ringo Oiwake 5. 見上げてごらん夜の星を / Miagete Goran Yoru no Hoshi wo 6. 東京行進曲 / Tokyo March 7. 蘇州夜曲 / Soshu Yakyoku 8. 上を向いて歩こう / Sukiyaki 9. 男はつらいよ / Otoko wa Tsuraiyo |                                                                           |
| 2013年5月22日  | 浅草ロック+猫目小僧+5Songs                                                         | TECH-25343 | 1. 夕凪ワルツ 2. 江戸夜夢想-新参者- 3. 口上タンカタンカ 4. 二人は同じ空の下 5. 浅草ロックII 6. 日本全国エジャニカドンドン! 7. エンコ節 8. お賽銭ロック 9. 江戸夜夢想-紅の夢- 10. 明日はどっちだ渡り鳥 11. グッバイ涙の半笑い 12. ユウ ビロング トゥ ミー 13. ラヴ ミイ ウシシ 14. 路地裏恋想曲 15. あしゅらの道のまん中で 16. 猫目小僧 17. あしゅらの道のまん中で(映画バージョン) 18. 猫目小僧(映画バージョン) 19. あしゅらの道のまん中で(オリジナル・カラオケ) 20. 猫目小僧(オリジナル・カラオケ) 21. おやじのパンの唄～山崎製パン「やまんぱ通り三丁目劇場」テーマソングI～(ボーナス・トラック) 22. おやじのパンの唄～山崎製パン「やまんぱ通り三丁目劇場」テーマソングII～(ボーナス・トラック) 23. 浅草音頭～つくばエクスプレス開通記念～(ボーナス・トラック) 24. 万里春秋華灯～芸協ロマン～(ボーナス・トラック) 25. 明るくいい夢みよう～バク助のテーマ～(ボーナス・トラック) |                                                                           |
| 2013年5月22日  | BEAT THE GLOCA-RHYTHM! THE VERY BEST OF ASAKUSA JINTA 2007→2013＋EXTRA STOCK TUNES | TECH-25344 | 1. ゼロの空－序曲－ 2. ゼロの空 3. ノルソル 4. 河街－ガマチ－ 5. カラスのダンス 6. Fes!Fes!Festival! 7. 落陽－arrange for europe－ 8. 運命 9. 天辺－mix for europe－ 10. 東京砂漠で地団駄 11. ウカレロ 12. 流星之行進曲 13. 和ヲ 14. ＃028～Marching～ 15. 白妙の旗 16. 夏の空 17. ギラギラダンス 18. 我慢出来ないのさ 19. 六羽ゲロッパ旅地獄 20. 男はつらいよ |                                                                           |
| 2013年11月20日 | 日本テレビ系 水曜ドラマ 「ダンダリン 労働基準監督官」 オリジナル・サウンドトラック | VPCD-81782 | 1. Kappo -instrumental ver.- 2. Dongaragan -instrumental ver.- 3. Phantom Waltz -instrumental ver.- 4. Zeroska -instrumental ver.- 5. Searchlight -instrumental ver.- 6. Youyaki pf -instrumental ver.- 7. Kotofan -instrumental ver.- 8. Thorn -instrumental ver.- 9. Arisama -instrumental ver.- 10. Jippolka -instrumental ver.- 11. Chimay -instrumental ver.- 12. Youyaki Swing -instrumental ver.- 13. Ichiro -instrumental ver.- 14. Youyaki Ballade -instrumental ver.- (Bonus Tracks) 15. スター -instrumental ver.- (Bonus Tracks) 16. 雷鳴之ジンタ (Bonus Tracks) |                                                                           |
| 2013年11月27日 | ドンガラガン / ゆうやき                                                            |            | 1. ドンガラガン 2. ゆうやき | 配信限定                                                                  |
| 2014年5月14日  | 百万光年彼方から                                                                   | KCCD-567   | 1. 百万光年彼方から 2. O.SE.RO 3. 万風 4. 花束を 5. 笑点テーマ | タワーレコード限定                                                        |
| 2014年12月10日 | 吟盤 - GINBAN                                                                      | KCCD-597   | 1. 自・燦々 2. ドンガラガン 3. ど壷にはまってドンピンシャン 4. Kappo 5. ガヤ街のブルース 6. すたこらさっさと 早よ逃げよ 7. 万風 8. 星かけら 9. 百万光年彼方から 10. ゆうやき |                                                                           |
| 2022年6月29日  | 浅草ジンタ -己選抜- 紅白盤組”紅”                                                   | 371-LDKLP  | A面: 1. Sky”Zero”Ⅱ〜instrumental〜 2. 運命 3. O.SE.RO 4. 声涙倶に下る 5. 東京砂漠で地団駄 6. 我慢出来ないのさ~ B面: 1. ６：０８ 2. ど壷にはまってドンピンシャン 3. 星かけら 4. 六区音The Rock〜Dead drunkar 5. 百万光年彼方から | 初のアナログ盤 LPレコード                                                 |
| 2022年6月29日  | 浅草ジンタ -己選抜- 紅白盤組”白”                                                   | 372-LDKLP  | A面: 1. 蒲田行進曲 2. ドンガラガン 3. 夏の空 4. 和ヲ 5. 六羽ゲロッパ旅地獄~ B面: 1. Kappo 2. ノルソル 3. 仁義 4. 刹那 5. 日日 6. 星影のワルツ | 初のアナログ盤 LPレコード                                                 |
| 2022年6月29日  | ライディーン / 一二三"original電脳ver.”                                            | 370-LDKEP  | A面: ライディーン / B面: 一二三"original電脳ver. | 7inchレコード                                                             |
| 2022年11月16日 | ドースンノ / ロックのおばけ                                                        | 378-LDKEP  | A面: ドースンノ / B面: ロックのおばけ | 7inchレコード                                                             |
| 2023年2月1日   | FUNK FUJIYAMA / どんと節                                                           | 382-LDKEP  | A面: FUNK FUJIYAMA / B面: どんと節 | 7inchレコード                                                             |
| 2023年3月22日  | 金色の道 / 東の端くれの街 (Edit Version)                                           | 387-LDKEP  | A面: 金色の道 / B面: 東の端くれの街(Edit Version) | 7inchレコード                                                             |
| 2023年5月24日  | シングルレコードコレクション                                                       | 394-LDKCD  | 1. FUNK FUJIYAMA 2. ドースンノ 3. 塀までひとっ飛び 4. 東の端くれの街 5. 金色の道 6. SWEET INSPIRATION 7. 一二三 "original電脳ver." 8. ロックのおばけ 9. どんと節 10. ライディーン |                                                                           |
| 2024年1月3日   | SWEET INSPIRATION / 塀までひとっ飛び                                               | 404-LDKEP  | A面: SWEET INSPIRATION / B面: 塀までひとっ飛び | 7inchレコード                                                             |

### 参加作品
| 発売日         | タイトル                                   | 規格品番       | 収録曲                                                  |
| -------------- | ------------------------------------------ | -------------- | ------------------------------------------------------- |
| 2003年04月23日 | 嗚呼、お色直し                             | TECN-35885     | ダイナマイト・マーチ～ダイナマイト・ロック～/百怪ノ行列 |
| 2004年06月23日 | 全日本エンタメ系アーティストファイル Vol.1 | KUCR-1001      | 江戸夜夢想                                              |
| 2007年11月28日 | Jingle All the Way!                        | VPCC-84438     | オフィシャルサンタのジングルベル                        |
| 2012年09月12日 | なぎら健壱「夜風に乾杯」                   | UVCA-3014/3015 | 「あたしの青春」「とんでもねぇ飲み屋」演奏              |
| 2013年01月30日 | 紗羅マリー「RED」                          | AVCD-38616B    | 闇夜サーカス with 浅草ジンタ                            |
| 2013年05月22日 | デスマーチ艦隊「知ラヌガオトボケ +5PV」    | TEBN-30044     |                                                         |
| 2014年09月24日 | 橋の下世界音楽祭 -SOUL BEAT ASIA 2012-     | SBACDV-0       |                                                         |
| 2007年07月18日 | あきよしふみえ&グリン「Together2007」      | ZMCP-3527      | 「夏でSUKA？」に演奏とコーラスで参加                    |

## 劇伴
- ドラマ「ダンダリン 労働基準監督官」(2013年)
- 音楽劇「マニアック」（2019年)

## 出演
- 2006年02月15日 - 日本テレビ系「1億人の大質問!?笑ってコラえて!」
- 2014年05月18日 - 日本テレビ系「笑点」

## 主なライブ

### ワンマンライブ・主催イベント
- 2008年 - 「ロッキン新天地vol.19」 ～Local Marching in March tour ファイナル～
- 2010年07月06日 - 浅草ジンタ presents TOKYO GLOBAL MUSIC TRAVELERS 1
- 2014年05月17日 - 浅草ジンタ presents ロッキン新天地スペシャル10周年編
w/The BK Sound / MONGOL800
- 2017年12月03日 - 浅草ジンタ プレゼンツ 浅草音天祭2017 本祭 ～あさくさ のんてん まつり～
w/森雅樹 / ADAM at / DOBERMAN / INAMI / KAKEI / KAMA / MA☆SA / The Ska Flames / TURTLE ISLAND / ウクレレジプシー キヨサク from MONGOL800 / 浅草ジンタ / 知久豊

### 出演イベント
- 2007年06月16日 - Distinct Musics～異なった音楽達 バラバラですわっ!Part2～
- 2007年11月25日 - 同志社大学EVE前夜祭ライブ
- 2009年07月26日 - FUJI ROCK FESTIVAL '09
- 2010年10月03日 - 800だョ全員集合!!
- 2011年06月12日 - st.patricks Day～THE WILD ROVER～
- 2011年07月23日 - MOGAMI ROCK FESTIVAL'11
- 2011年07月29日 - FUJI ROCK FESTIVAL '11
- 2011年09月19日 - 第4回したまちコメディ映画祭in台東/クロージングセレモニー&イベント リスペクトライブ エノケン×笠置シヅ子のブギフェス
- 2011年10月10日 - JUNIOR pre.[ヤロウドモと、PACIFICの女神in NAGOYA!!!]
- 2011年10月14日 - MINAMI WHEEL 2011
- 2012年04月28日 - ARABAKI ROCK FEST.12
- 2012年06月10日 - 烏合の衆～ライブハウス、あったらいいじゃん!～
- 2012年06月24日 - ROCK'ET START! DASH.1
- 2012年08月05日 - 夏のVIVA YOUNG! 5DAYS!! 2012 「今宵、オトナとコドモと和尚は遊ぶ」
- 2012年12月01日・06日 - ザ50回転ズ Do You Remember R&R Tour?
- 2013年05月09日 - Start & go vol.5
- 2013年06月22日 - MIYAKO ISLAND ROCKFESTIVAL 2013
- 2013年07月27日 - FUJI ROCK FESTIVAL '13
- 2013年08月04日 - 夏のVIVAYOUNG! 5DAYS 2013 ～だのに、夏はQueで踊りたい!
- 2013年11月30日 - NITE CLUB
- 2014年08月19日 - トップス25周年 「COAST PARTY 2014」
- 2014年09月21日 - 加賀温泉郷フェス 2014
- 2014年10月12日 - 朝霧JAM 2014
- 2014年11月08日 - DOBERMAN presents "DOG FIGHT" 福岡
- 2014年11月20日 - Beaujolais Nouveau Party 2014 at CLUB CITTA'
- 2015年03月07日 - OTO TO TABI 2015
- 2015年06月07日 - DUMB RECORDS 10th ANNIVERSARY vol.1
- 2015年08月28日 - LONDON NITE Summer Jamboree 2015
- 2015年09月05日 - 800だョ全員集合!!
- 2015年11月03日 - KISHU ROCK IMPACT 2015
- 2015年12月13日 - CLUB ROOTS 10th Anniversary Special
- 2016年11月06日 - MONGOL800 ga FESTIVAL What a Wonderful World!! 16
- 2017年03月26日 - clubasia 21st Anniversary St.Patrick's Day THE WILD ROVER 2017
- 2017年07月22日 - MOONSTRUCK JAMBOREE 2017
- 2017年10月11日 - 800だョ全員集合!!